# Пружний запас пласта
Пружний запас пласта (рос. упругий запас пласта; англ. reservoir elastia reserve; нім. Federschichtenvorrat m) – об’єм рідини (нафти, води), який можна видобути з пласта за рахунок сил пружності.
Це кількість рідини, яка додатково витісняється з пласта у свердловину за рахунок розширення об’єму рідини і зменшення об’єму пор при зниженні пластового тиску. Об’єм рідини (нафти), який можна одержати з пласта за рахунок пружності флюїдів (нафти, зв’язаної води) і пористого середовища гірської породи пласта. Пружний запас пласта описується формулою згідно із законом Гука:
Vп.з. = β•VΔp,
де β – коефіцієнт пружної ємності пласта (об’ємної пружності насиченого пласта); V – початковий об’єм рідини; Δр – зниження тиску флюїдів у пласті. 
Пружний запас пласта складає невелику частину загального об’єму (до 1%), але якщо врахувати величезні об’єми нафти і, особливо, води в покладі, то завдяки пружності можна відібрати із покладу великі об’єми нафти. 